# Medalia pentru reprimarea revoluției din Ungaria și Transilvania
Medalia pentru reprimarea revoluției din Ungaria și Transilvania sau Medalia „Pentru pacificarea Ungariei și a Transilvaniei” este o distincție de stat a Imperiului Rus, instituită în legătură cu campania armatei ruse pentru înăbușirea revoluției din Ungaria în vara anului 1849.

## Informații de baza
Medalia „Pentru pacificarea Ungariei și a Transilvaniei” a fost creată pentru a onora personalul militar al Imperiului Rus care a participat la înăbușirea revoluției din Ungaria din iunie-iulie 1849. Medalia a fost instituită prin decretul lui Nicolae I din 22 ianuarie 1850 și a fost acordată de către ministrul de război Cernîșiov.

## Procedura de acordare
A fost acordată tuturor militarilor, inclusiv generalilor, ofițerilor, soldaților, dar și preoților militari, personalului medical și funcționarilor medicali, precum și celorlalți participanți, care au luat parte la campania de înăbușire a revoluției ungare.

## Descrierea medaliei
De-a lungul marginii circulare, începând din mijlocul celei de-a doua sferturi din stânga sus a medaliei, există o inscripție în slavona bisericească: „С НАМИ Б҃ГЪ. РАЗУМѢЙТЕ ꙖЗЫЦЫ И ПОКОРѦЙТЕСѦ” (Cu noi este Dumnezeu. Înțelegeți, păgâni, și vă supuneți). Pe reversul medaliei există o inscripție dispusă orizontal, pe șase rânduri:
ЗА
УСМИРЕНІЕ
ВЕНГРІИ
И
ТРАНСИЛЬВАНІИ
1849.
În traducere:
PENTRU
PACIFICAREA
UNGARIEI
ȘI
TRANSILVANIEI
1849.
Din mai până în august 1850, Monetăria din Sankt Petersburg a batut 213.593 de medalii și, conform datelor Inspectoratului Ministerului de Război, au fost distribuite 212.330 dintre ele.

## Modul de purtare
Medalia avea o ureche pentru fixarea pe o panglică sau colier. Se purta pe piept. Panglica combina culorile panglicilor Ordinului Sfântului Andrei și Ordinului Sfântului Vladimir.
A. I. Delvig povestește în amintirile sale despre o astfel de conversație cu Alexandru al II-lea:
„Țarul s-a apropiat rapid de Delvig și l-a întrebat ce medalie de argint are pe el. Acesta a răspuns:
- Pentru campania din Ungaria.
- Pe ce panglică o porți?
- Pe cea combinată, cu culorile Andreevskaya și Vladimirskaya.”

## Medalie de colecție
Generali și ofițeri superiori, în plus față de medalii, primeau o medalie de masă comemorativă (cu un diametru de 70 mm, din argint și bronz) cu imaginea vulturului rusesc învingând șarpele cu trei capete și cu inscripția de pe partea opusă: "РОССІЙСКОЕ ПОБѢДОНОСНОЕ ВОЙСКО ПОРАЗИЛО И УСМИРИЛО МЯТЕЖЪ ВЪ ВЕНГРІИ И ТРАНСИЛЬВАНІИ ВЪ 1849 году" ("Armata Victorioasă Rusă a învins și a potolit răscoala în Ungaria și Transilvania în anul 1849"). Au fost decorați cu această distincție Fiodor Tolstoi și Alexander Lialin.

## Imagini cu medalia

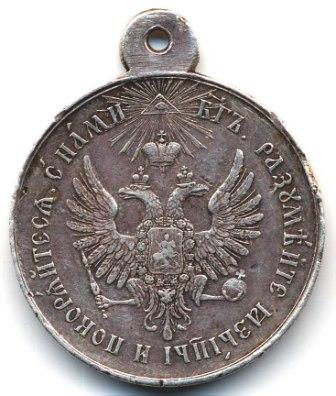
Avers
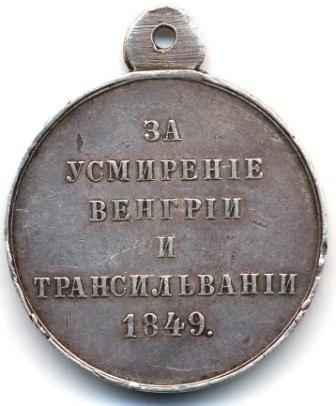
Revers
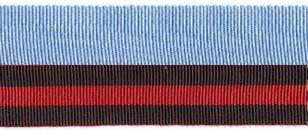
Panglică
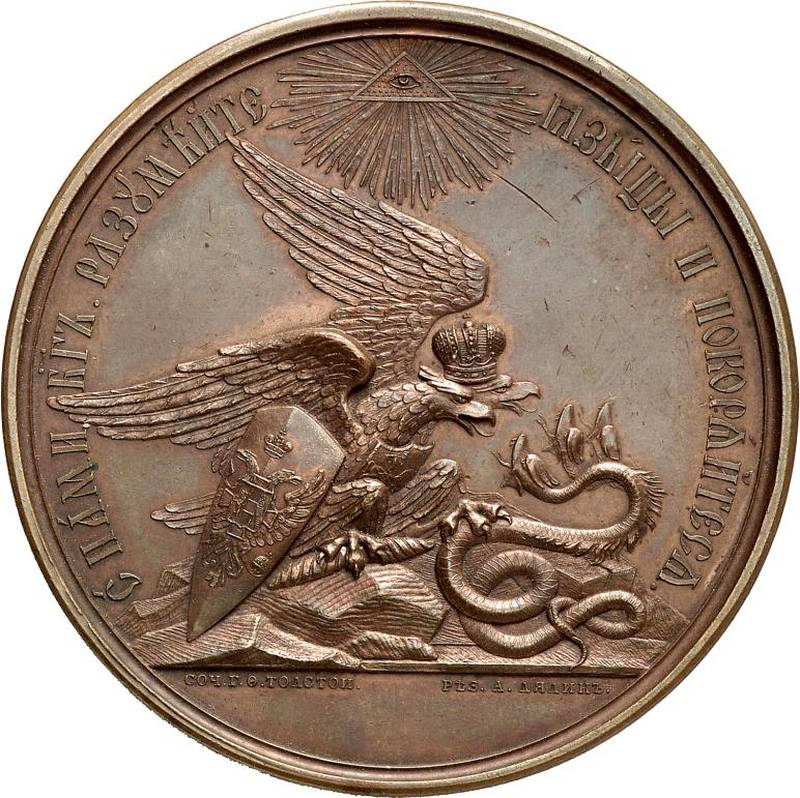
Aversul medaliei de colecție
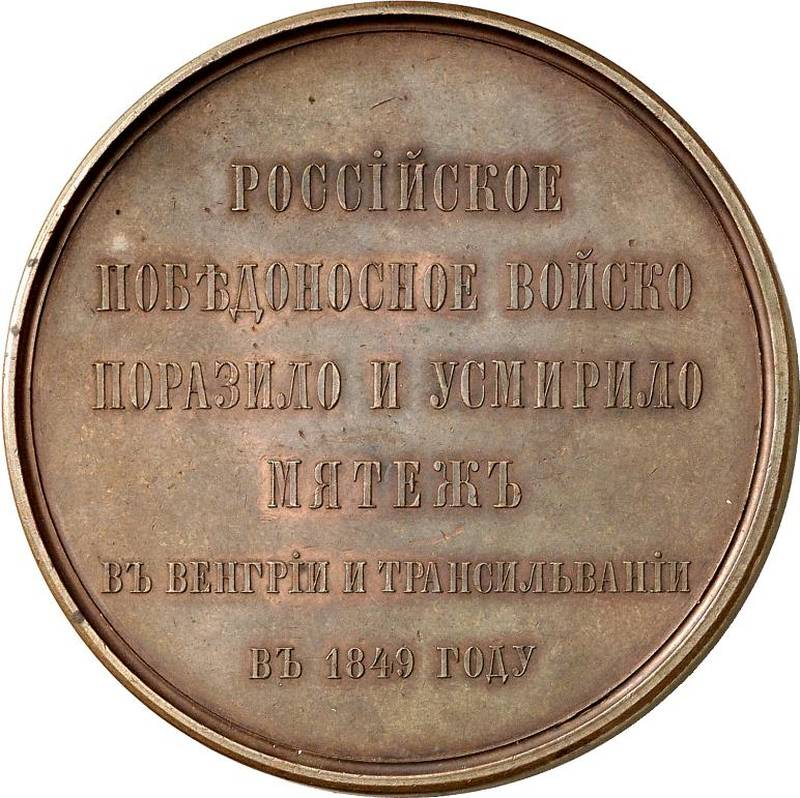
Reversul medaliei de colecție